# Del Amitri
Del Amitri is een Schotse alternatieve rockgroep. De band werd begin jaren 80 van de 20e eeuw opgericht en is sindsdien met tussenpozen actief.

## Geschiedenis
De band werd in 1980 in Glasgow opgericht als 'Del Amitri Rialzo'. Na een paar jaar verlieten de gitaristen de band voor studie buiten Glasgow. Nadat er vervangers waren gevonden, ging de band verder onder de naam Del Amitri. Niet lang daarna tekende de band een contract bij Chrysalis Records.
In 1985 verscheen hun debuutalbum, Del Amitri. Het tweede album, Waking Hours (1989), zorgde voor het eerste grote commerciële succes. De single 'Nothing Ever Happens' bereikte op 13 januari 1990 de elfde plaats in de hitlijst van het Verenigd Koninkrijk. In de Verenigde Staten bereikte 'Kiss This Thing Goodbye' de hitparades. In Nederland bleef 'Nothing Ever Happens' in de tipparade steken.
Change Everything (1992) zou het succesvolste album van Del Amitri worden. Dit album reikte in het Verenigd Koninkrijk tot de tweede plaats in de albumlijsten. De single 'Always the Last to Know' behaalde op 9 mei 1992 de dertiende plaats in het Verenigd Koninkrijk, en dit nummer bereikte ook in de Verenigde Staten de hitparades. In Nederland kwam Be My Downfall, het openingsnummer van het album, niet verder dan de tipparade.
In 1995 verscheen het album Twisted, dat in het Verenigd Koninkrijk de derde plaats bereikte. Diverse singles kwamen in de hitparades terecht. 'Roll to Me' bereikte in Amerika zelfs de top tien van de Billboard Hot 100, terwijl het in het Verenigd Koninkrijk niet verder kwam dan de 22e plaats.
In 1997 kwam Some Other Sucker's Parade uit. Het album was goed voor de zesde plaats in de albumlijsten in het Verenigd Koninkrijk. In 2002 verscheen Can You Do Me Good?, wat voorlopig het laatste album van Del Amitri zou worden.
In het najaar van 2007 verscheen het eerste soloalbum van Justin Currie: What is Love For. In 2010 verscheen zijn tweede soloalbum: The Great War. In 2013 verscheen de vooralsnog laatste solo-cd van Currie, Lower Reaches.
In 2014 ging Del Amitri als herenigde band weer op tournee in het Verenigd Koninkrijk. Van deze tournee is in hetzelfde jaar een livealbum uitgekomen, Into the Mirror.

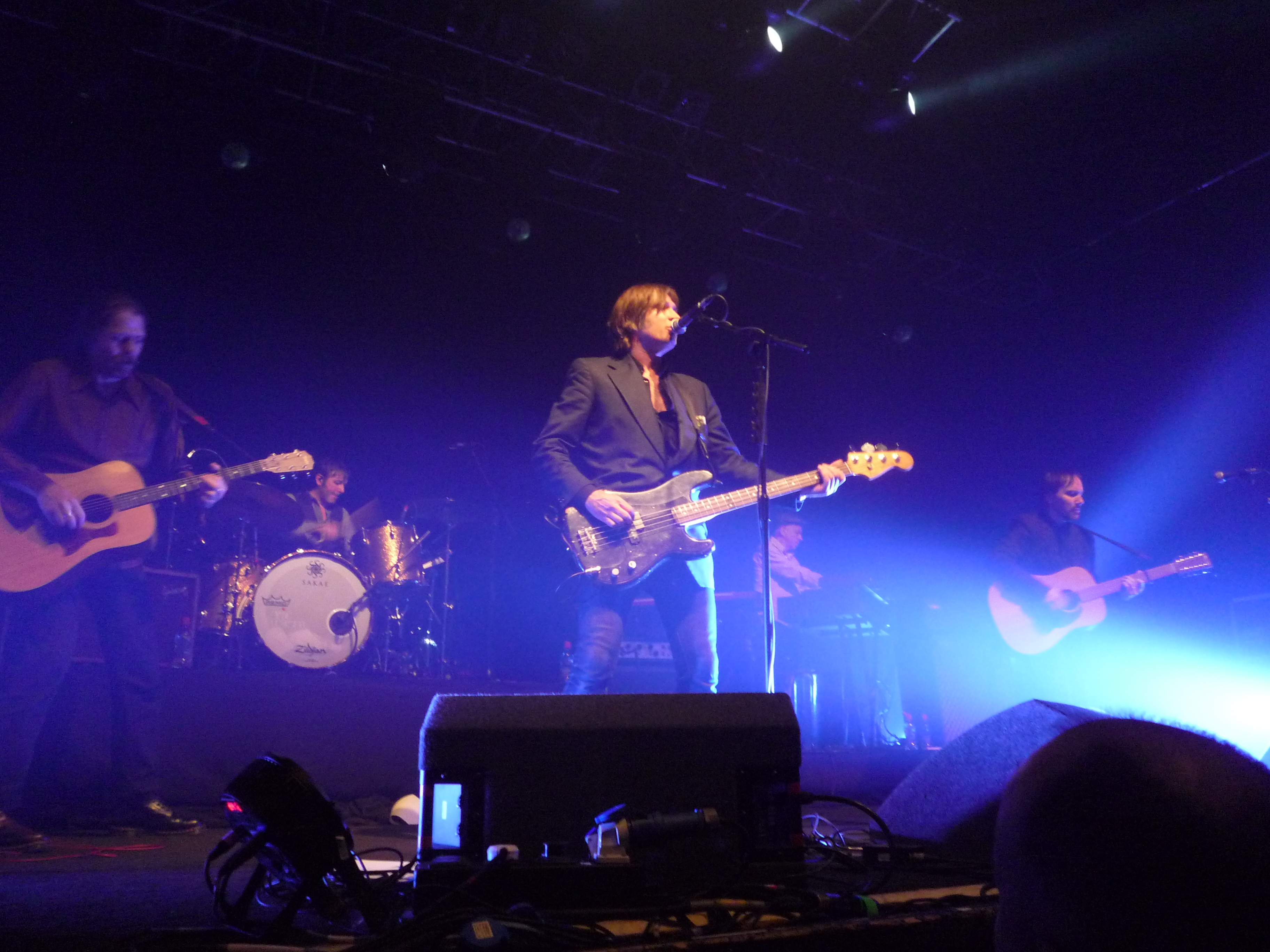
Del Amitri tijdens een optreden in Vicar Street, Dublin, in 2014